# Атамекен (Жетысуская область)
Атамекен (каз. Пенжім, до 2024 г. — Пиджим) — село в Панфиловском районе Жетысуской области Казахстана. Административный центр Атамекенского сельского округа. Код КАТО — 195645100.
По состоянию на декабрь 2019 года, будущий город Нуркент (en:Nurkent) формально входит в состав села Пиджим.

## Население
В 1999 году население села составляло 4859 человек (2455 мужчин и 2404 женщины). По данным переписи 2009 года в селе проживал 5081 человек (2581 мужчина и 2500 женщин).